# 厲王
厲王（れいおう）は、西周時代の周の第10代王。
周の夷王の子として生まれた。夷王が死去すると、厲王が周王として即位した。厲王の在位期間は佞臣の栄夷公を重用し、賢臣であった周公や召公らの諫言を退けて暴政を行ったとされ、民衆は物事を口にするのを憚り、視線によりその意図を伝え合ったとされる。これにより周の国勢は凋落し、朝政は腐敗を極めた。
金文によれば、厲王は南国の服子を討伐したり、晋の献侯とともに夙夷を征伐したりと、親征を繰り返した。
民衆の不満が募り、紀元前842年には民衆が王宮に侵入し、厲王を殺害しようとする国人暴動が発生した。事件に際して厲王は、鎬京を脱出して黄河を越え、彘（現在の山西省霍州市）に逃れた。そのため、『史記』によれば周公と召公が代わって朝政を見る共和の体制となった。一方『竹書紀年』によれば、この時期に共伯和という人物が不在の王に代わって政務を執ったとされる。
紀元前828年（共和14年）に厲王は死去し、周公及び召公により、厲王の子である姫静が即位して宣王となった。
また、宣王の時代に厲王の末子である姫友は鄭に封じられ、鄭の桓公となった。